# 建筑街道
建筑街道是中国黑龙江省哈尔滨市香坊区下辖的一个街道。